# 札幌国際大学
札幌国際大学（さっぽろこくさいだいがく、英語: Sapporo International University）は日本の私立大学。北海道札幌市清田区に本部を置き、学校法人札幌国際大学によって運営されている。

## 沿革
- 1951年（昭和26年）- 学校法人札幌静修学園が設立される。
- 1976年（昭和51年）4月 - 法人名を学校法人静修学園へ改称。札幌静修高等学校と法人分離。
- 1993年（平成5年）4月 - 静修女子大学として開学。人文・社会学部国際文化学科、社会学科が設置される。教育懇話会が発足。
- 1997年（平成9年）4月 - 法人名を学校法人札幌国際大学へ、大学を札幌国際大学へ改称。静修短期大学を札幌国際大学短期大学部に改組する。大学院開設（地域社会研究科地域社会専攻修士課程）。
- 1999年（平成11年）4月 - 大学全学部で男女共学制に移行。観光学部観光学科を開設。短期大学部に専攻科幼児教育専攻を開設。情報教育センターと記念館（創風）が竣工。
- 2000年（平成12年）- 短期大学部生活科学科を総合生活学科へ改称。。短期大学部秘書学科を廃止。北海道環境文化研究センターを札幌国際大学地域総合研究センターへ改称。
- 2001年（平成13年）4月 - 大学人文・社会学部に心理学科（臨床心理学専攻、社会心理学専攻）を、大学院に観光学研究科観光学専攻修士課程を開設。それに伴い、人文・社会学部社会学科のジャーナリズムコース・コミュニティデザインコース・社会心理コースの3コースをジャーナリズムコース・コミュニティデザインコース・ビジネス創造コースの3コースに改める。
- 2002年（平成14年）4月 - 短期大学部英語学科を英語コミュニケーション学科へ改称。人文・社会学部にメディアコミュニケーション学科（マスメディアコース・メディアデザインコース・メディアアートコースの3コース）開設。 総合情報館LIMを総合情報館へ改称。
- 2003年（平成15年）4月 - 人文・社会学部を改組し、人文学部（国際文化学科）と社会学部（社会学科）を設置。札幌国際大学地域総合研究センターを札幌国際大学北海道地域・観光研究センターへ改組。短期大学部の教養学科を廃止。
- 2004年（平成16年）4月 - 社会学部の社会学科をビジネス社会学科（ビジネス創造コース・都市文化コース・地域総合政策コース・ライフデザインコースの4コース）へ改称。短期大学部の幼児教育学科を幼児教育保育学科へ改称。
- 2005年（平成17年）4月 - 大学院心理学研究科に臨床心理実務専攻修士課程を開設。
- 2006年（平成18年）4月 - 人文学部の国際文化学科を現代文化学科に、社会学部を現代社会学部に、ビジネス社会学科をビジネス実務学科（ビジネス創造コース・スポーツビジネスコース・健康ビジネスコースの3コース）に、メディアコミュニケーション学科をマスコミュニケーション学科（マスコミュニケーションコース・報道ジャーナリズムコース・スポーツジャーナリズムコース）へ改組。大学院心理学研究科が日本臨床心理士資格認定協会の第1種指定校に認可。第一体育館竣工。
- 2008年（平成20年）4月 - 人文学部心理学科社会心理学専攻を改組し、子ども心理専攻を設置。
- 2009年（平成21年）- 観光学部観光学科を改組し、観光ビジネス学科、観光経済学科を設置。スポーツ人間学部を開設し、スポーツビジネス学科・スポーツ指導学科を設置する。クラブ棟竣工。
- 2011年（平成23年）4月 - 大学院心理学研究科の臨床心理実務専攻を臨床心理専攻へ改称。第二体育館竣工。
- 2013年（平成25年）- 観光学部観光経済学科を国際観光学科へ、短期大学部総合生活学科を総合生活キャリア学科へ改称。
- 2016年（平成28年）- 大学院にスポーツ健康指導研究科 スポーツ健康指導専攻を開設。
- 2022年（令和4年）- 人文学部国際教養学科を開設。

## 学部学科
- 人文学部
  - 現代文化学科(募集停止)
  - 国際教養学科
  - 心理学科
    - 臨床心理専攻
    - 子ども心理専攻
- 観光学部
  - 観光ビジネス学科
  - 国際観光学科(募集停止)
- スポーツ人間学部
  - スポーツビジネス学科
  - スポーツ指導学科

## 大学院
- 観光学研究科
  - 観光学専攻（修士課程）
- 心理学研究科
  - 臨床心理専攻（修士課程）
- スポーツ健康指導研究科
  - スポーツ健康指導専攻（修士課程）

臨床心理専攻は実務経験無しで臨床心理士の受験資格が与えられる。また、心理相談研究所と称する下部組織があり、ここでは有料で教員や大学院生によるカウンセリングを実施している。

## 他大学との協定

### 学術交流等協定校
| - 福島学院大学 - 放送大学 - 開智国際大学 - 東京国際大学 - 富山国際大学 - 金沢星稜大学 - 大阪国際大学 - 大手前大学 - 福岡国際大学 - 名桜大学 - 富山短期大学 - 大阪国際大学短期大学部 - 福岡女子短期大学 | 札幌圏大学・短期大学単位互換協定 - 札幌大学 - 札幌学院大学 - 東海大学札幌キャンパス - 北星学園大学 - 藤女子大学 - 北翔大学 - 酪農学園大学 - 札幌国際大学短期大学部 - 北星学園大学短期大学部 - 北翔大学短期大学部 |

### 国際・学術交流等協定校
- 華東師範大学（中華人民共和国）
- 国立高雄第一科技大学（台湾）
- 耽羅大学校（大韓民国）
- 慶州大学校（大韓民国）
- 大邱大学校（大韓民国）
- ビクトリア大学（カナダ）
- オーストラリアカトリック大学（オーストラリア）

## 付属機関
- 北海道地域・観光研究センター：代表調査：日韓ワールドカップの意向調査（日韓新聞社ジョイント：札幌×大邱）
- 心理相談研究所
- キャリアセンター

## 大学関係者と出身者
教職員
- 有澤恒夫（経営学者）- 観光学部教授
- 大月隆寛（民俗学者）- 元人文学部教授
- 小内透（社会学者）- 人文学部教授
- 関口明（日本史学者）- 元現代社会学部教授
- 松田忠徳（旅行作家）- 元観光学部教授
- 吉岡宏高（地理学者）- 元観光学部教授、まちづくりコーディネーター、夕張市石炭博物館館長。
- 鈴木敏正（教育学者）- 元人文学部教授、教育学が専門。
- 和野内崇弘（教育学者）- 元理事長、本学創設者の一人、元学長。
- 阿井英二郎（元プロ野球選手）- スポーツ人間学部スポーツ指導学科教授、元プロ野球選手で高校野球指導者。
- 薮淳一（元アナウンサー）- 人文学部講師、元北海道放送（HBC）アナウンサー。

出身者
- 栗城史多（登山家）
- 石垣真央（カーリング選手）
- 吉村紗也香（カーリング選手）
- 佐藤広大（ソングライター）
- SHOKICHI（ダンサー、EXILEメンバー）
- YOSHI（タレント・マジシャン）
- 井上茉倫（グラビアアイドル）

## その他
- 観光学部は立教大学に次いで国内2番目に設置された。
- 短期大学の幼児教育学科は付属の幼稚園もある。
- 学生の奇抜な髪型の禁止や、教員学生共に大学構内での一切の喫煙の禁止といった厳格な校則が設けられている。
- 2019年度から受け入れる留学生の数を大幅に増やしたが、日本語能力の不十分な留学生も多く、このことを巡る問題から現代文化学科の教授であった大月隆寛の懲戒解雇問題に発展している[2]。